# Stausee Rötha
Der Stausee Rötha ist ein Stausee nordwestlich von Borna und südlich von Leipzig in Sachsen, der zwischen 1938 und 1942 als Hochwasserrückhaltebecken und Brauchwasserlieferant für die Braunkohleindustrie in der Region erbaut worden ist. Mit der fortschreitenden Erweiterung des Tagebaus Witznitz II wurde der Südteil Ende der 1960er Jahre trockengelegt und abgebaggert. Dem Nordteil blieb dieses Schicksal durch die vorzeitige Stilllegung des Tagebaus im Jahr 1993 erspart.

## Geografische Lage

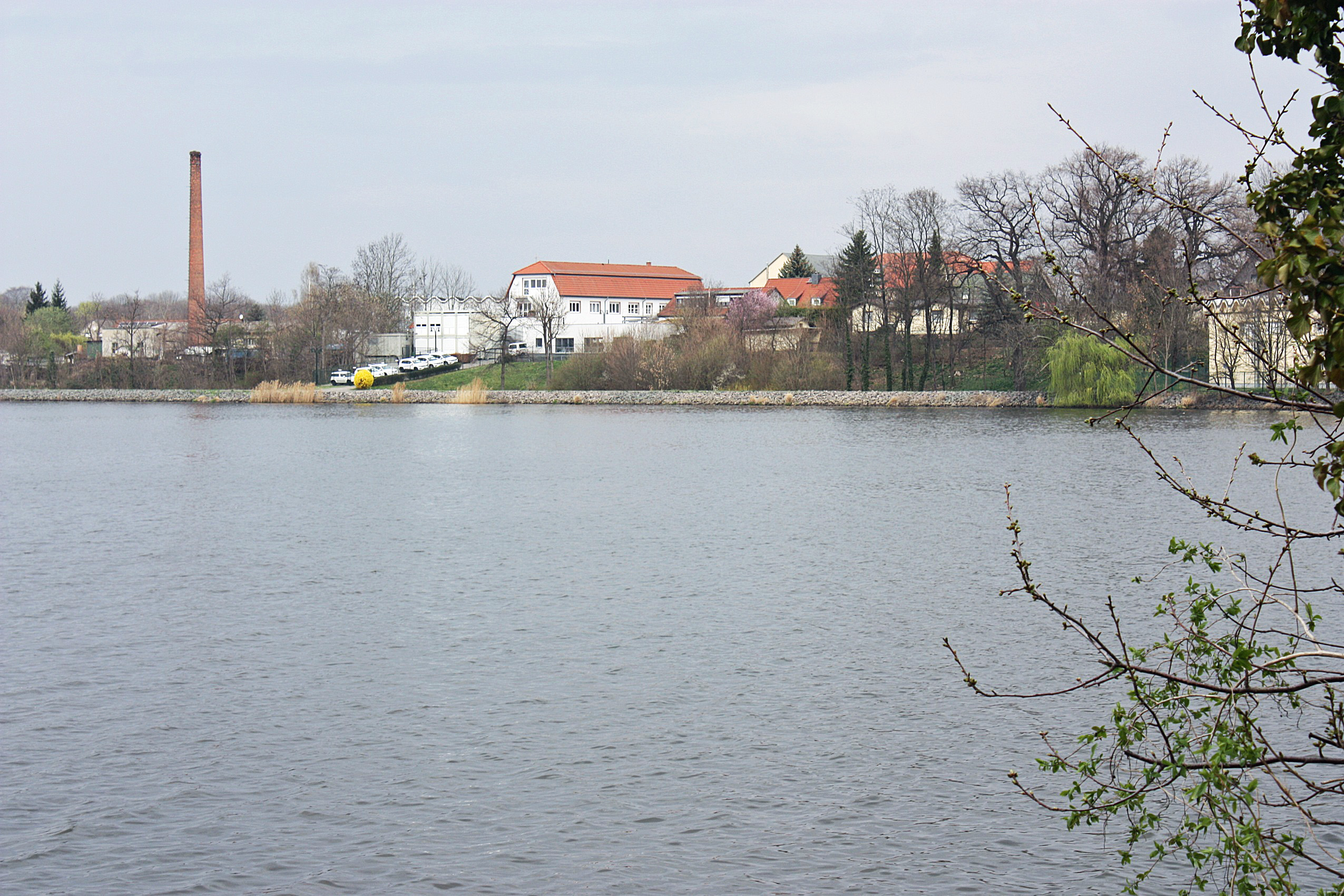
Rötha an seinem Ufer

Der Stausee Rötha liegt in der Leipziger Tieflandsbucht südlich der namensgebenden Stadt Rötha im sächsischen Landkreis Leipzig. Im Westen liegt der Ort Gaulis, im Südosten der Kahnsdorfer See. Der Stausee wird durch einen Abzweig von der  Pleiße gespeist und durch die Kleine Pleiße entwässert. Der See gehört zum Naturraum Bergbaurevier Südraum Leipzig beziehungsweise Leipziger Neuseenland.

## Geschichte
Der Stausee Rötha ist die älteste Anlage des Systems Pleiße-Wyhra. Die Anlage des Sees erfolgte zwischen 1938 und 1942 in einer von Obstplantagen und Wiesen geprägten Talaue südlich von Rötha. Das angestaute Wasser kam aus der Pleiße. Ursprünglich hatte der See die doppelte Größe. Durch den fortschreitenden Braunkohleabbaus des Tagebaus Witznitz II (Baufeld 2) wurde der südliche Teil Ende der 1960er Jahre trockengelegt und anschließend überbaggert. Zwischen den beiden Teilen des Sees verlief auf einem Damm die sogenannte Kohleverbindungsbahn, eine Betriebsbahn zur Verbindung der Braunkohlenwerke Böhlen und Espenhain, sowie ein Fußweg. Dieser Damm ist nunmehr die Südbegrenzung des Stausees.

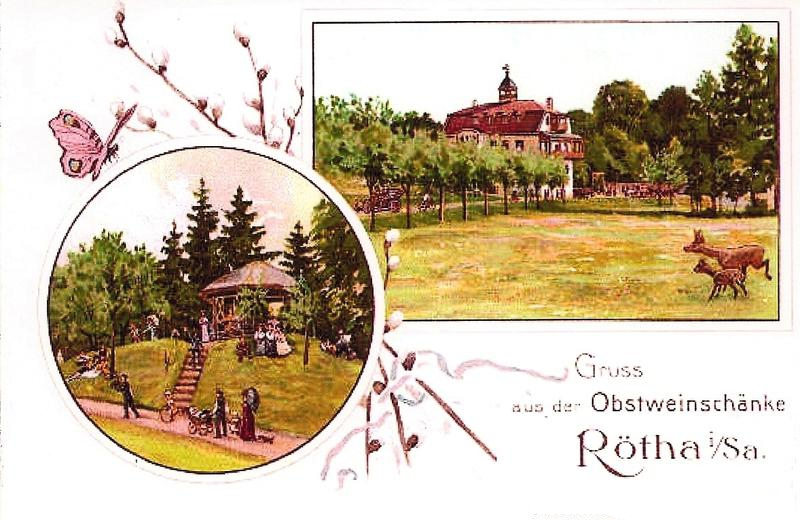
Postkarte der Obstweinschänke

Einen Teil seiner Attraktivität bis über die Mitte des 20. Jahrhunderts verdankte der See auch der bereits um 1900 erbauten, mittlerweile aber verfallenen Obstweinschänke an seiner Ostseite und einer Ruderbootausleihstation in deren Nähe.
Die Überbaggerung auch des Nordteils wäre mit dem Aufschluss des Abbaufelds Gaulis (geplante Abbauzeit: ca. 1990 bis 2015) erfolgt. Durch die vorzeitige Stilllegung des Tagebaus Witznitz II im Jahr 1993 blieb dem Nordteil des Stausees Rötha dieses Schicksal erspart. Nach der Renaturierung des Tagebaus Witznitz II entstanden drei Restlochseen, von denen der Hainer See über seinen Ablauf zur Pleiße  und einen Kanal mit Schleuse perspektivisch mit dem Stausee Rötha verbunden werden soll.

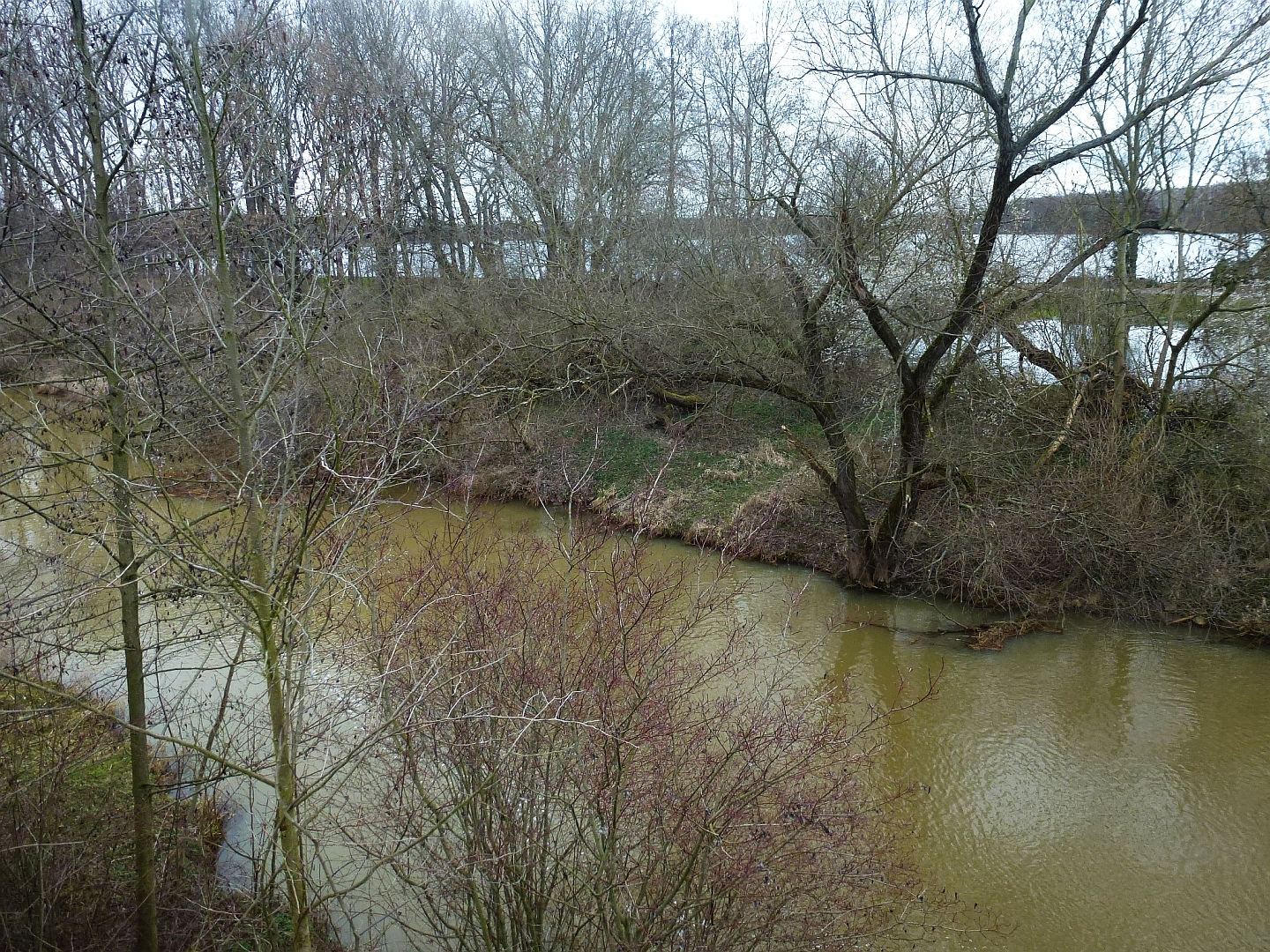
Der Stausee neben der benachbarten Pleiße

## Nutzung
Neben dem Hochwasserschutz diente die Anlage der Rohwasserbereitstellung für die Großunternehmen und Kraftwerke im Raum Espenhain und Böhlen. Aufgrund seines kleinen Stauraums spielt der See jedoch für den Hochwasserschutz eine untergeordnete Rolle.
Durch die Lage in einem Landschaftsschutzgebiet ist der See mit seinen attraktiven Wanderwegen und Wassersportmöglichkeiten ein beliebtes Naherholungsgebiet. Weiterhin dient der See als Angelgewässer.